# 開羅鎮區 (明尼蘇達州倫維爾縣)
開羅鎮區（英語：Cairo Township）是位於美國明尼蘇達州倫維爾縣的一個行政鎮區。

## 歷史
開羅鎮區於1868年成立，得名自埃及首都開羅。

## 地方資料
開羅鎮區的面積為88.60平方千米，當中陸地面積為87.86平方千米，而水域面積為0.74平方千米。根據2020年美國人口普查的數據，當地共有人口196人，而人口密度為每平方千米2.21人。